# Louis van Dijk
Louis van Dijk   (Amsterdam, 27 de novembre de 1941 - Rosa Spier Huis, 12 d'abril de 2020) fou un pianista neerlandès de música clàssica i jazz.
Van Dijk era el fill del "Prinsessekerk" a Amsterdam. Va estudiar amb l'organista Piet van Egmond i des del 1959 al Conservatori d'Amsterdam amb el piano clàssic Jaap Callenbach i com a orgue menor amb Simon C. Jansen. El 1964 es va graduar cum laude. També es va interessar en el jazz com a estudiant (amb models de rol com Oscar Peterson, Bill Evans, Bud Powell) i va guanyar la competició al Festival de Jazz de Loosdrecht el 1961. El 1964 va sortir el seu primer àlbum amb el seu propi trio (Trio/Quartet), que va ser el guanyador del premi Edison Jazzva (amb el vibrafonista Carl Schulze com a complement del quartet), seguida el 1966 per What now my love. Aleshores, John Engels (bateria) i Jacques Schols (baix) tocaven al seu trio. A partir de la dècada de 1990 va aparèixer sovint com a part de la Gevleugelde Vrienden amb els pianistes Pim Jacobs i Pieter van Vollenhoven, el marit de la princesa Margriet (germana de l'antiga reina neerlandesa Beatriu), que també toca el piano. Gevleugelde Vrienden és un joc de paraules neerlandès que vol dir «amics alats» (com el cavall Pegàs), però també «persones amb piano a cua», que es diu vleugelpiano, literalment piano alat.
Des de la mort de Pim Jacobs, també han aparegut en duo. En la seva carrera va actuar amb Rogier van Otterloo, Dizzy Gillespie, Thad Jones, Frank Rosolino, Toots Thielemans, Cor Bakker i Michel Legrand. Va acompanyar la soprano clàssica Elly Ameling i Herman van Veen, així com Astrud Gilberto, Ann Burton i Rita Reys. El 2005 va tocar un concert benèfic al Concertgebouw per a les víctimes de l'Huracà Katrina a Nova Orleans.
Era el pare de la presentadora de televisió Selma van Dijk, que de vegades toca concerts amb el seu pare. (enregistrament de Van Brubeck tot Bannink)